# Rhinolophus philippinensis
Rhinolophus philippinensis är en fladdermusart som beskrevs av Waterhouse 1843. Den ingår i släktet Rhinolophus och familjen hästskonäsor.

## Underarter
Catalogue of Life samt Wilson & Reeder (2005) skiljer mellan 6 underarter:
- Rhinolophus philippinensis philippinensis Waterhouse, 1843
- Rhinolophus philippinensis achilles Thomas, 1900
- Rhinolophus philippinensis alleni Lawrence, 1939
- Rhinolophus philippinensis maros Tate and Archbold, 1939
- Rhinolophus philippinensis robertsi Tate, 1952
- Rhinolophus philippinensis sanborni Chasen, 1940

## Beskrivning
Arten har lång, mjuk, gråbrun päls som är ljusare på buksidan. Den förekommer i åtminstone två former: En större, med inslag av gult till orange i pälsen på ansikte och de enorma öronen, och en mindre, som saknar den gulaktiga färgskiftningen på huvudet. Som alla hästskonäsor har arten flera hudflikar kring näsan. Flikarna brukas för att rikta de överljudstoner som används för ekolokalisation. Till skillnad från andra fladdermöss som använder sig av överljudsnavigering produceras nämligen tonerna hos hästskonäsorna genom näsan, och inte som annars via munnen. Kroppslängden är 6 till 6,5 cm, öronlängden 2,5 till 3,5 cm, och vikten 10 till 16 g.

## Utbredning
Arten förekommer med flera från varandra skilda populationer i Sydostasien och i den australiska regionen från Filippinerna och norra Borneo till Nya Guinea och Kap Yorkhalvön (i norra Queensland i nordöstra Australien).

## Ekologi
Arten lever i kuperade områden och i bergstrakter mellan 200 och 1 500 meter över havet. Habitatet utgörs av urskog (inklusive tropisk regnskog, som är dess huvudsakliga habitat), kulturskog och andra, öppnare landskap med träd.
Fladdermusen är nattaktiv, och jagar senare än de flesta andra hästskonäsor. Födan består av flygande insekter som bland annat nattfjärilar som oftast fångas i låg flykt nära marken. Den har emellertid också observerats flygande i höjd med trädtopparna. Likt många insektsätande fladdermöss lokaliserar den sitt byte genom ultraljudsinpulser. Individerna sover ensamma eller i mindre kolonier i grottor och övergivna gruvor.

## Bevarandestatus
IUCN kategoriserar arten globalt som livskraftig. Man vet litet om populationsutvecklingen, men konstaterar att arten är sällsynt i många delar av dess utbredningsområde. Inga generella hot är kända, men i Australien har arten påverkats starkt av habitatförlust genom att gamla gruvor har stängts. Skogsavverkning och stenbrytning (i Sydostasien) samt artinsamling är andra, möjliga hot.